# Thelymitra macrophylla
Thelymitra macrophylla es una especie de orquídea perteneciente a la familia Orchidaceae que es endémica en Australia.

## Descripción
Es una orquídea de  mediano tamaño, que prefiere el clima fresco. Tiene hábito terrestre donde se encuentra en suelos y hábitats variados con una sencilla, gruesa y corta hoja acanalad<, coriácea que florece en la primavera de naturaleza en una inflorescencia erecta de 30 a 90 cm de largo, con 5 a 25  flores perfumadas y con 2 a 3 brácteas estériles.

## Distribución y hábito
Se encuentra en el oeste de Australia a altitudes de entre 20 y 500 metros en los bosques y las tierras arboladas.

## Taxonomía
Thelymitra macrophylla fue descrita por John Lindley y publicado en A Sketch of the Vegetation of the Swan River Colony. . . . 49. 1840.
Etimología
Thelymitra: nombre genérico que deriva de las palabras griegas thely = (mujer) y mitra = (sombrero), refiriéndose a la forma de  la estructura del estaminodio o estambre estéril en la parte superior de la columna que es llamado mitra.
macrophylla: epíteto latino que significa "con hojas grandes".